# 東京ラヂエーター製造
東京ラヂエーター製造株式会社（とうきょうラヂエーターせいぞう、英: Tokyo Radiator MFG. Co., Ltd.）は、ラジエター、オイルクーラー、EGRクーラーを製造する自動車用部品メーカーである。近年では、国内外のディーゼルエンジンの排ガス規制に対応したEGRクーラーを柱とした環境対応製品群を市場に投入し、地球環境の保全に貢献した製品造りを行っている。

## 沿革
- 1938年 - 東京都港区で設立。
- 1946年 - 神奈川県川崎市に本社を移転。
- 1961年 - 東京証券取引所2部に上場。
- 1964年 - 資本金を5億4000万円に増資。
- 1979年 - C.V.オートディーゼルラジエーター社（インドネシア。現・P.T.スラマトサンプルナ社）への技術援助に関する契約締結。
- 1980年 - 世界初のシンフィン1列ラジエータ量産開始。
- 1986年 - 東神物流株式会社（現・トーシンテクノ）設立。
- 1994年 - 株式会社トークピアサービス設立。カルソニック株式会社（現・マレリ）からの技術援助に関する契約締結。
- 1996年 - 瑞利企業股分有限公司（台湾）への技術援助に関する契約締結。
- 1997年 - 筆頭株主がいすゞ自動車からカルソニックへ異動。
- 2000年 - 神奈川県藤沢市に移転。
- 2004年 - 株式会社トークピアサービスを吸収合併。第三者割当による新株発行（引受先：カルソニックカンセイ）を行い、資本金を13億1760万円に増資。
- 2024年12月 - マレリからSUPER GTに参戦するTEAM IMPULのメインスポンサー契約を移管される[1]。

## 関連企業
- マレリ
- トーシンテクノ
- 無錫塔尓基熱交換器
- 重慶東京散熱器